# هيكل السرير
هيكل السرير هو جزء من السرير يستخدم لوضع قاعدة السرير ، والجزء المسطح الذي بدوره يدعم المراتب مباشرة. قد يمنع الهيكل أيضًا المراتب من الانزلاق جانبًا وقد يتضمن وسائل لدعم المظلة أعلاه. تكثر هياكل الأسرة المصنوعة من الخشب أو المعدن. يشتمل هيكل السرير على قضبان للرأس والقدم والجوانب.

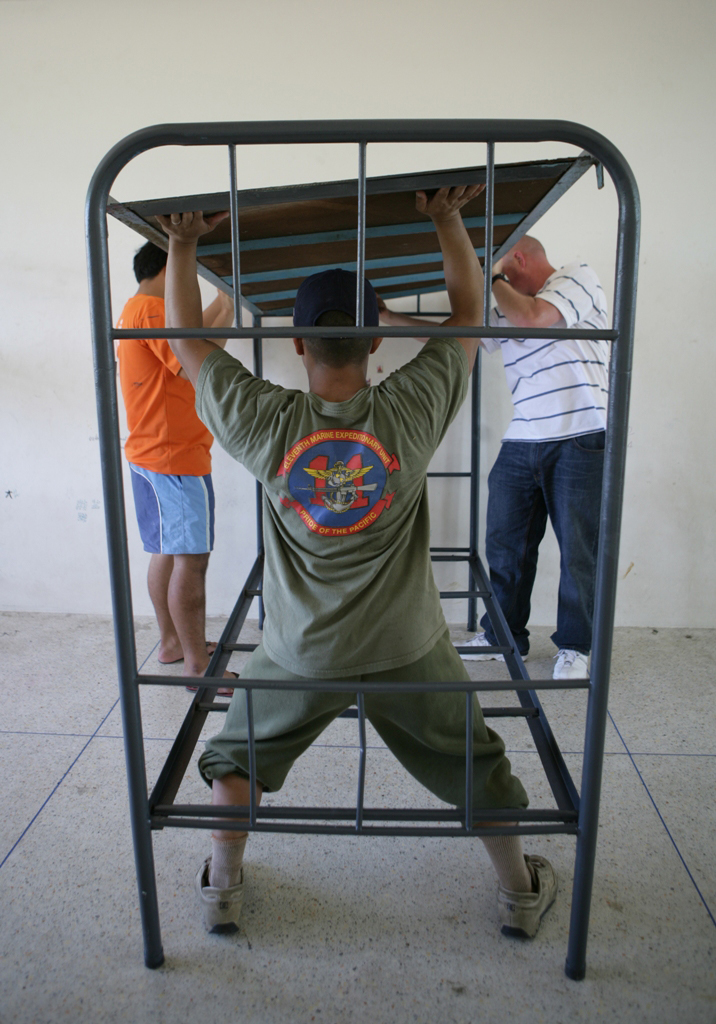
تجميع السرير